# Стуково
Стуково — село в Павловском районе Алтайского края. Административный центр Стуковского сельсовета.

## Население
| 1926  | 1997  | 1998  | 1999  | 2000  | 2001  |
| ----- | ----- | ----- | ----- | ----- | ----- |
| 3218  | ↘1158 | ↗1172 | ↘1152 | ↗1214 | ↘1176 |
| 2002  | 2003  | 2004  | 2005  | 2006  | 2007  |
| ↘1173 | ↗1182 | ↗1198 | ↘1196 | ↗1198 | ↗1204 |
| 2008  | 2009  | 2010  | 2011  | 2012  | 2013  |
| ↗1222 | ↗1266 | ↘1207 | ↗1209 | ↗1219 | ↗1222 |

## Социальная сфера
На территории действуют несколько учреждений образования: МОУ «Стуковская СОШ», детский сад, сельский дом культуры и библиотека. Действует врачебная амбулатория, отделение «Почты России», филиал «Сбербанка».

## Известные жители и уроженцы
- Попов, Александр Романович (1922—2005) — Герой Социалистического Труда, участник Великой Отечественной войны.